# Dominique Roques
Pour les articles homonymes, voir Roques.
Dominique Roques, née en 1948 à Casablanca (Maroc), est une scénariste de bande dessinée belge. Elle est notamment co-auteur de la série jeunesse Pico Bogue et des œuvres dérivées.

## Biographie
Dominique Roques naît en 1948 à Casablanca,. S'inspirant de sa relation avec ses deux fils, elle lance la série sur Pico Bogue et sur sa petite sœur Ana Ana, dont le lectorat est plus jeune.
À partir de 2008, elle publie chez Dargaud la série Pico Bogue, dont le dessin et les couleurs sont assurés par son fils Alexis Dormal. Pico Bogue narre avec humour les aventures d'un petit garçon, « ses quotidiens, ses jeux, ses angoisses, ses éclats de rire, ses découvertes ». Paru en 2020, le tome 12 de Pico Bogue, intitulé Inséparables, figure dans la sélection pour le fauve d'or au Festival d'Angoulême 2021.
Les auteurs lancent également trois hors-série sur l'étymologie,.

## Œuvres

### Pico Bogue
- 1. La Vie et moi[9], Dargaud, Paris, mai 2008
Scénario : Dominique Roques - Dessin et couleurs : Alexis Dormal -  (ISBN 978-2-205-06074-4)
- 2. Situations critiques, Dargaud, Paris, mars 2009
Scénario : Dominique Roques - Dessin et couleurs : Alexis Dormal -  (ISBN 978-2-205-06206-9)
- 3. Question d'équilibre, Dargaud, Paris, 13 novembre 2009
Scénario : Dominique Roques - Dessin et couleurs : Alexis Dormal -  (ISBN 9782205063578)
- 4. Pico love, Dargaud, Paris, 12 novembre 2010
Scénario : Dominique Roques - Dessin et couleurs : Alexis Dormal -  (ISBN 9782205065213)
- 5. Légère contrariété[10], Dargaud, Paris, 4 novembre 2011
Scénario : Dominique Roques - Dessin et couleurs : Alexis Dormal -  (ISBN 9782205068153)
- 6. Restons calmes, Dargaud, Paris, 8 novembre 2013
Scénario : Dominique Roques - Dessin et couleurs : Alexis Dormal -  (ISBN 9782205071436)
- 7. Cadence infernale, Dargaud, Paris, 31 octobre 2014
Scénario : Dominique Roques - Dessin et couleurs : Alexis Dormal -  (ISBN 978-2-205-07289-1)
- 8. L'Original[11],[12], Dargaud, Paris, 6 novembre 2015
Scénario : Dominique Roques - Dessin et couleurs : Alexis Dormal -  (ISBN 978-2-205-07415-4)
- 9. Carnet de bord[13],[14], Dargaud, Paris, 10 novembre 2016
Scénario : Dominique Roques - Dessin et couleurs : Alexis Dormal -  (ISBN 9782205075649)
- 10. L'Amour de l'art[15], Dargaud, Paris, 3 novembre 2017
Scénario : Dominique Roques - Dessin et couleurs : Alexis Dormal -  (ISBN 9782205077421)
- 11. L'Heure est grave[16], Dargaud, Paris, 19 avril 2019
Scénario : Dominique Roques - Dessin et couleurs : Alexis Dormal -  (ISBN 9782205078015)
- 12. Inséparables, Dargaud, Paris, 25 septembre 2020
Scénario : Dominique Roques - Dessin et couleurs : Alexis Dormal -  (ISBN 9782205084924)
- 13. Sur le chemin, Dargaud, Paris, 17 septembre 2021
Scénario : Dominique Roques - Dessin et couleurs : Alexis Dormal -  (ISBN 9782205089097)
- 14. Un calme fou[17],[18],[19],[20], Dargaud, Paris, 23 septembre 2022
Scénario : Dominique Roques - Dessin et couleurs : Alexis Dormal -  (ISBN 9782205203172)
- 15. Les Heures et les jours[21],[22], Dargaud, Paris, 13 octobre 2023
Scénario : Dominique Roques - Dessin et couleurs : Alexis Dormal -  (ISBN 978-2-205-20802-3)
- 16. Haïku[23], Dargaud, Paris, 4 octobre 2024
Scénario : Dominique Roques - Dessin et couleurs : Alexis Dormal -  (ISBN 978-2-205-21169-6)

### Série dérivée:Ana Ana
Une série d'albums de jeunesse a été créée pour les plus petits. Elle se focalise sur le personnage de Ana Ana, la petite sœur de Pico Bogue.
- 1. Douce nuit[24], Dargaud, coll. « Jeunesse », Paris, 5 octobre 2012
Scénario : Dominique Roques - Dessin et couleurs : Alexis Dormal -  (ISBN 978-2-205-06950-1),Format à l'italienne.
- 2. Déluge de chocolat[24], Dargaud, coll. « Jeunesse », Paris, 5 octobre 2012
Scénario : Dominique Roques - Dessin et couleurs : Alexis Dormal -  (ISBN 978-2-205-06951-8)
- 3. Une virée à la mer, Dargaud, coll. « Jeunesse », Paris, 14 mars 2014
Scénario : Dominique Roques - Dessin et couleurs : Alexis Dormal -  (ISBN 978-2-205-07270-9)
- 4. Les Champions du désordre, Dargaud, coll. « Jeunesse », Paris, 4 septembre 2014
Scénario : Dominique Roques - Dessin et couleurs : Alexis Dormal -  (ISBN 978-2-205-07308-9)
- 5. Super-héros en herbe, Dargaud, coll. « Jeunesse », Paris, 6 mars 2015
Scénario : Dominique Roques - Dessin et couleurs : Alexis Dormal -  (ISBN 978-2-205-07410-9)
- 6. Tous au bain !, Dargaud, coll. « Jeunesse », Paris, 11 septembre 2015
Scénario : Dominique Roques - Dessin et couleurs : Alexis Dormal -  (ISBN 978-2-205-07411-6)
- 7. On n'a pas peur du noir ![25], Dargaud, coll. « Jeunesse », Paris, 4 mars 2016
Scénario : Dominique Roques - Dessin et couleurs : Alexis Dormal -  (ISBN 978-2-205-07568-7)
- 8. Coup de peigne pour touffe de poils, Dargaud, coll. « Jeunesse », Paris, 2 septembre 2016
Scénario : Dominique Roques - Dessin et couleurs : Alexis Dormal -  (ISBN 978-2-205-07557-1)
- 9. La Savane dans mon jardin, Dargaud, coll. « Jeunesse », Paris, 10 mars 2017
Scénario : Dominique Roques - Dessin et couleurs : Alexis Dormal -  (ISBN 978-2-205-07661-5)
- 10. Ana Ana est malade[26], Dargaud, coll. « Jeunesse », Paris, 18 août 2017
Scénario : Dominique Roques - Dessin et couleurs : Alexis Dormal -  (ISBN 9782205076622)
- 11. Ana Ana très pressée[27], Dargaud, coll. « Jeunesse », Paris, 9 mars 2018
Scénario : Dominique Roques - Dessin et couleurs : Alexis Dormal -  (ISBN 9782205077049)
- 12. Je ne veux pas être une princesse[28] !, Dargaud, coll. « Jeunesse », Paris, 7 septembre 2018
Scénario : Dominique Roques - Dessin et couleurs : Alexis Dormal -  (ISBN 9782205077889)
- 13. Papillons, lilas et fraises des bois, Dargaud, coll. « Jeunesse », Paris, 19 avril 2019
Scénario : Dominique Roques - Dessin et couleurs : Alexis Dormal -  (ISBN 9782205079227)
- 14. Un bel hiver, Dargaud, coll. « Jeunesse », Paris, 25 octobre 2019
Scénario : Dominique Roques - Dessin et couleurs : Alexis Dormal -  (ISBN 9782205079234)
- 15. Les Doudous libraires[29], Dargaud, coll. « Jeunesse », Paris, 6 mars 2020
Scénario : Dominique Roques - Dessin et couleurs : Alexis Dormal -  (ISBN 9782205084900)
- 16. L'Étrange dessin, Dargaud, coll. « Jeunesse », Paris, 24 septembre 2020
Scénario : Dominique Roques - Dessin et couleurs : Alexis Dormal -  (ISBN 978-2-205-08491-7)
- 17. Va-t'en, va-t'en, chagrin ![30], Dargaud, coll. « Jeunesse », Paris, 19 mars 2021
Scénario : Dominique Roques - Dessin et couleurs : Alexis Dormal -  (ISBN 978-2-205-08537-2)
- 18. L'Histoire incroyable, Dargaud, coll. « Jeunesse », Paris, 17 septembre 2021
Scénario : Dominique Roques - Dessin et couleurs : Alexis Dormal -  (ISBN 9782205085815)
- 19. Touffe de poil, drôle d'animal[31] !, Dargaud, coll. « Jeunesse », Paris, 4 mars 2022
Scénario : Dominique Roques - Dessin et couleurs : Alexis Dormal -  (ISBN 9782205203080)
- 20. Joyeux anniversaire !, Dargaud, coll. « Jeunesse », Paris, 23 septembre 2022
Scénario : Dominique Roques - Dessin et couleurs : Alexis Dormal -  (ISBN 9782205203141)
- 21. Comment bien dormir avec six doudous ?[32], Dargaud, coll. « Jeunesse », Paris, 10 mars 2023
Scénario : Dominique Roques - Dessin et couleurs : Alexis Dormal -  (ISBN 9782205206432)
- 22. Joyeux Noël[33], Dargaud, coll. « Jeunesse », Paris, 13 octobre 2023
Scénario : Dominique Roques - Dessin et couleurs : Alexis Dormal -  (ISBN 9782205211214)
- 23. Le Sable, les vagues et touffe de poils[34],[35], Dargaud, coll. « Jeunesse », Paris, 8 mars 2024
Scénario : Dominique Roques - Dessin et couleurs : Alexis Dormal -  (ISBN 978-2-205-20644-9)
- 24. Les Doudous licornes[36], Dargaud, coll. « Jeunesse », Paris, 4 octobre 2024
Scénario : Dominique Roques - Dessin et couleurs : Alexis Dormal -  (ISBN 978-2-205-21170-2)
- 25. Le Grand Pique-nique, Dargaud, coll. « Jeunesse », Paris, 21 mars 2025
Scénario : Dominique Roques - Dessin et couleurs : Alexis Dormal -  (ISBN 978-2-205-21210-5)

### Hors-série
1. L'Étymologie avec Pico Bogue, septembre 2018
2. L'Étymologie avec Pico Bogue, volume II, 2019

- 3 volume III, Dargaud, Paris, 19 mars 2021
Scénario : Dominique Roques - Dessin et couleurs : Alexis Dormal -  (ISBN 9782205089639).

## Récompense
- 2009 :  prix Saint-Michel de l'avenir (avec Alexis Dormal), pour Pico Bogue, t. 2 : Situations critiques[37].

#### Livres
: document utilisé comme source pour la rédaction de cet article.
- Philippe Mellot, Michel Denni, Laurent Turpin et Isabelle Morzadec, Trésors de la bande dessinée : BDM 2022-2023 - Catalogue encyclopédique et Argus, Paris, Les Arènes, novembre 2022, 23e éd., 1677 p., ill. ; 23 cm (ISBN 9791037507280, OCLC 1351462460, présentation en ligne), p. 64, 979. .